# Mixalive TOKYO

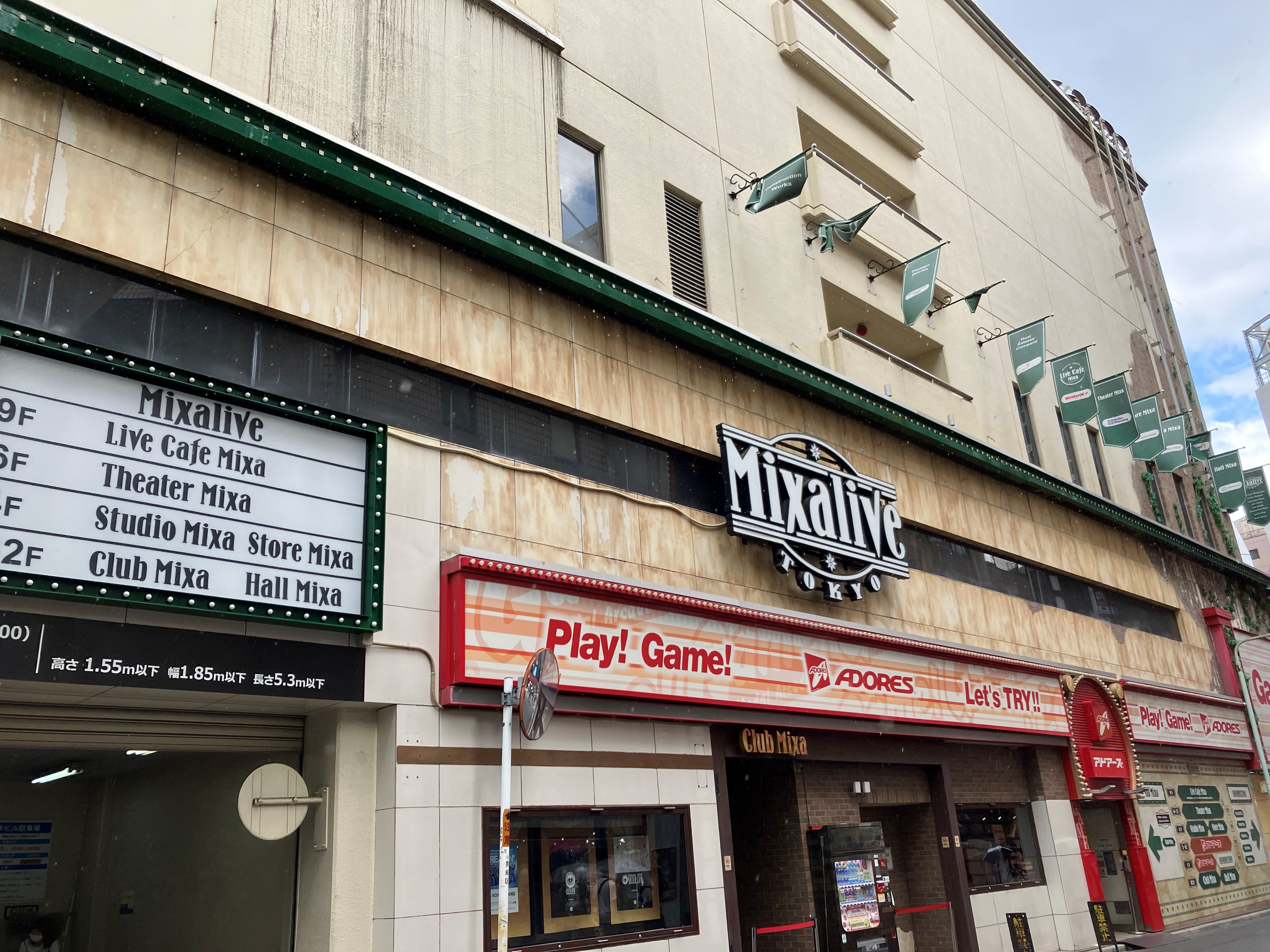
Mixalive TOKYO

Mixalive TOKYO 公式ロゴ

Mixalive TOKYO（ミクサライブ トウキョウ）は、東京都豊島区東池袋にあるイベント複合施設。地上9階、地下2階からなり、劇場やライブハウス、レストランなどで構成されている。1階から3階にはアドアーズサンシャイン店が入居している。

## 概要
2020年6月10日、2019年7月12日に閉館したシネマサンシャイン池袋の跡地に開業。当初は2020年3月19日に開業予定だったが、新型コロナウイルス感染拡大の影響で延期となった。
Hall MixaとTheater MixaにXRライブ設備を常設している。

## 施設

### Club Mixa
地下2階にある撮影スタジオ。キングレコードが運営している。
- 面積 - 195.09 m2
- 収容人数 - 最大約400人
- 舞台 - W9.7 m × D4.5 m

### Hall Mixa
地下2階にあるホール。講談社が運営している。
- 面積 - 155.35 m2
- 収容人数 - 164人
- 座席数 - 144
- 舞台 - W9.4 m × D2.8 m

### Studio Mixa
4階にある多目的ライブスペース。テレビ東京が運営している。
- 面積 - 236.53 m2
- 収容人数 - 450人
- 舞台 - W10.1 m × D3.2 m

### Store Mixa
4階にあるグッズストア、ブシロードストア in ゲーマーズ池袋ミクサ。以前は「BanG Dream! & D4DJ Store」Supported by GAMERSという名称だった。BanG Dream!やD4DJのグッズを中心にブシロード関連のグッズを展開している。ブシロードが運営している。

### Theater Mixa
6階にある劇場（2階席は7階）。ネルケプランニングが運営している。
- 面積 - 341.86 m2
- 収容人数 - 351人
- 座席数 - 301（1階席：219、2階席：82）
- 舞台 - W11.1 m × D7.3 m

### Live Cafe Mixa
9階にあるレストラン。トークイベントや配信イベント向けのステージがある。講談社が企画・プロデュースしている。
- 面積 - 130.45 m2
- 収容人数 - スタンディング120人、カフェスタイル60席
- 舞台 - W7.2 m × D2.4 m

## 協業企業
- 講談社
- キングレコード
- テレビ東京
- ブシロード
- シダックス
- ネルケプランニング
- ムービック
- UUUM
- 佐々木グループ

## 交通
JR（山手線・埼京線・湘南新宿ライン） / 東京メトロ（丸ノ内線・有楽町線・副都心線） / 西武池袋線 / 東武東上線 池袋駅 東口 35番出口より徒歩4分